# Place Eugène-Wernert
La place Eugène-Wernert est une place située dans le 5e arrondissement de Lyon, en France. Elle se trouve le long de la montée de Choulans.
Des mausolées en pierre, découverts en 1885 dans le quartier de Saint-Just, y ont été remontés, notamment le tombeau de Turpio.

## Odonymie
Auparavant appelée place de Choulans, elle est renommée, selon les auteurs, en juillet 1916, ou en 1918 du nom d'Eugène Wernert, professeur agrégé d'histoire au Lycée de Lyon, né le 5 novembre 1880 et mort au combat dans le village des Éparges le 12 juillet 1915 ; il est l'auteur du livre Histoire des douanes intérieures depuis les origines jusqu'à Colbert,.